# هاکوب هاکوبوویچ
هاکوب ملکون هاکوبوویچ (رومانیایی: Iacob Melcon Iacobovici؛ ۱۸ نوامبر ۱۸۷۹ – ۹ اکتبر ۱۹۵۹)، جراح ارمنی‌تبار اهل رومانی بود.

## زندگی‌نامه
وی در ۱۸ نوامبر ۱۸۷۹ در به دنیا آمد و از دانشگاه بخارست فارغ‌التحصیل گشت.  او در ۹ اکتبر ۱۹۵۹ و در سن ۸۰ سالگی، در بخارست درگذشت و طبق آخرین وصیت‌نامه‌اش، بلافاصله سوزانده شد.